# Jimmy McAleer

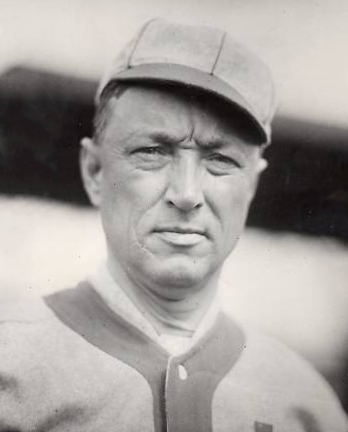
Jimmy McAleer c. 1910

James Robert "Loafer" McAleer (10 de julio de 1864 - 29 de abril de 1931) fue un jardinero, gerente y accionista del centro americano en las Grandes Ligas de Béisbol que ayudó a establecer la Liga Americana. Pasó la mayor parte de su carrera de 13 temporadas jugando con las arañas de Cleveland, y pasó a dirigir el Blues de Cleveland, St. Louis Browns, y los senadores de Washington. Poco antes de su jubilación, se convirtió en accionista mayoritario de los Medias Rojas de Boston.
Su carrera terminó abruptamente. Durante su breve mandato como copropietario de los Red Sox, McAleer discutió con su viejo amigo y colega Ban Johnson, presidente de la Liga Americana. A raíz de este desacuerdo, vendió sus acciones de los Medias Rojas y rompió su relación con las Grandes Ligas de Béisbol.

La división de McAleer con Johnson, junto con su repentina jubilación, dañó su reputación profesional y recibió poco reconocimiento por sus contribuciones al béisbol. Hoy en día, se le recuerda más a menudo por haber iniciado la acostumbrada petición de que el Presidente de los Estados Unidos tire la primera pelota de la temporada.

## Años tempranos

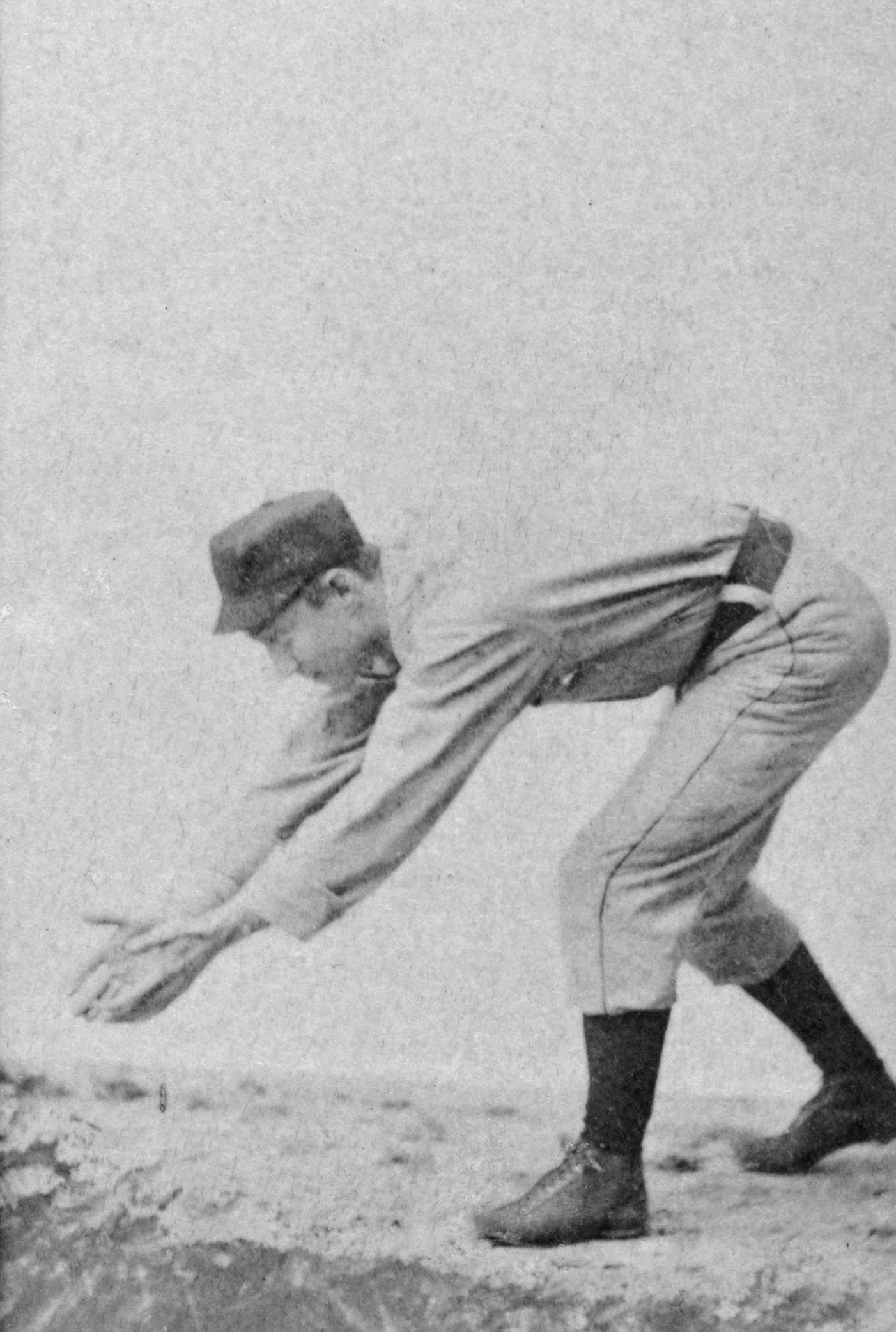
Cromo con la imagen del jugador de beisbol Jimmy McAleer.

McAleer nació en Youngstown, Ohio, un centro industrial ubicado cerca de la frontera del oeste de Pennsylvania. Su padre, Owen McAleer, murió a una edad temprana, dejando a la madre de McAleer, Mary, para mantener a tres hijos. La familia vivía en el lado oeste de la ciudad, donde los hijos de McAleer fueron criados para valorar el concepto de educación formal. McAleer asistió a escuelas públicas locales y se graduó de Rayen High School. En años posteriores, los tres hermanos McAleer pasaron a carreras exitosas, y el mayor, Owen McAleer, Jr., sirvió durante un tiempo como alcalde de Los Ángeles.
McAleer, un "jardinero de 1,80 metros de estatura", ganó el reconocimiento temprano por su velocidad física. Se involucró con un club de béisbol de las ligas menores de Youngstown en 1882, permaneciendo con el equipo hasta 1884. En 1885, McAleer se unió a otra organización de ligas menores en Charleston, Carolina del Sur; y en 1887, jugó para un equipo con sede en Memphis, Tennessee. Su habilidad como jardinero central fue reconocida en 1888, mientras jugaba para un club en Milwaukee, Wisconsin.

Aunque su enfoque principal era el deporte organizado, McAleer también se sintió atraído por el campo del entretenimiento. Durante una temporada de su carrera en las ligas menores, se convirtió en copropietario de la DeHaven Comedy Company, una compañía de teatro que se organizó en Youngstown. Su interés por el mundo del espectáculo permaneció constante, y en años posteriores McAleer entabló una fuerte amistad con el compositor e intérprete de Broadway George M. Cohan.

## Carrera como jugador

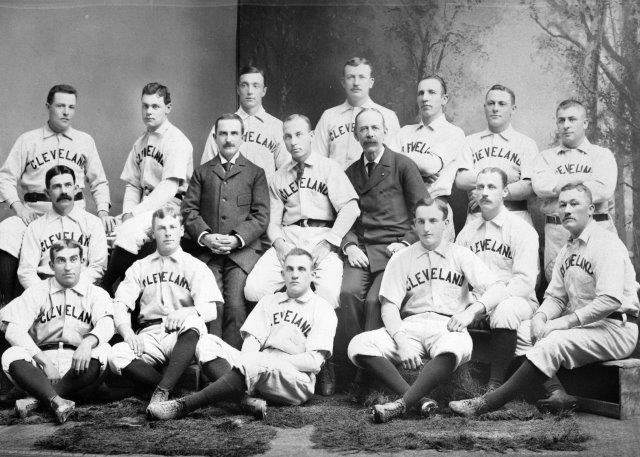
Cleveland Arañas (1895)

El 24 de abril de 1889, McAleer irrumpió en las Grandes Ligas de Cleveland, Ohio, donde estableció su reputación como un elegante jardinero de campo. En 1891, cuando Patsy Tebeau se convirtió en entrenador de los Cleveland Spiders, el club se hizo famoso por sus tácticas agresivas. Tebeau animó a los jugadores a bloquear y retener a los corredores, mientras que él mismo desafió abiertamente y hostigó a los oficiales. En 1896, el gerente de Cleveland fue encarcelado por atacar a un árbitro que "decidió que estaba demasiado oscuro para continuar un juego". El 27 de junio de 1896, McAleer estaba entre varios jugadores de Cleveland a ser multado por un juez de Louisville (Kentucky) por su papel en el incidente. Más tarde ese mismo año, la notoriedad del club motivó a otros equipos de la Liga Nacional a proponer un boicot a Cleveland,"hasta que los Spiders se arreglaran". Las exhibiciones periódicas de temperamento de McAleer estaban en armonía con este ambiente alborotado. Durante un partido del 18 de agosto de 1891 con los Rojos de Cincinnati, el jugador de los Rojos Arlie Latham tropezó con McAleer mientras redondeaba la tercera base; McAleer respondió persiguiendo a Latham por el campo, mientras blandía su bate.
Al mismo tiempo, McAleer demostró ser un gran actor. Un artículo de prensa posterior lo describió como un destacado jardinero de campo que fue "bendecido con una velocidad excelente". El artículo señalaba que las habilidades de McAleer como velocista le ayudaron a robar 51 bases en un año y 41 en otro. Según algunos relatos, fue "el primer centrocampista que sacó la vista de una bola voladora, corrió hacia el lugar donde cayó a tierra y la agarró". Menos hábil como bateador, McAleer acumuló un promedio de bateo de por vida de 0.253. Durante su carrera, el promedio de bateo de la liga (extraída la lanza) para los jugadores con el mismo campo de juego fue de. 284. El 24 de abril de 1894, asistió a la victoria por 1-0 de Cleveland sobre Cincinnati con un sencillo en el noveno puesto, que condujo a Buck Ewing, que había doblado. Junto con los compañeros de equipo Cy Young, Jesse Burkett, John Clarkson y Charles Zimmer, McAleer también participó en la victoria de los Spiders sobre los Orioles de Baltimore en la Copa Temple de 1895, una serie de la postemporada entre los equipos de primera y segunda posición de la Liga Nacional. Las arañas se colocaron en segundo lugar a los Orioles al cierre de las temporadas 1895 y 1896. La actuación de McAleer se produjo a pesar de una grave lesión que recibió durante un partido disputado en Filadelfia el 24 de agosto de 1895, cuando chocó con una valla. Además, balanceó sus logros en el deporte con una incursión en la política en su ciudad natal de Youngstown. Durante el verano de 1895, McAleer fue promovido en los medios de comunicación locales como candidato a la alcaldía, primero como republicano y luego como independiente. Se requiere investigación adicional para determinar la profundidad de su participación en la política.
En 1898, cuando los propietarios de Spiders compraron la franquicia de St. Louis Browns, McAleer optó por quedarse en Cleveland, tomando un breve descanso del béisbol hasta que la franquicia de Cleveland Blues se unió a la recién formada American League (AL). Durante sus dos años de ausencia, los Spiders perdieron a muchos de sus jugadores más experimentados. En 1899, el equipo ganó 20 partidos y perdió 134, lo que representa el porcentaje más alto de la historia de las Grandes Ligas. Como el historiador de béisbol Bill James señaló, los Spiders se vieron forzados a cancelar los partidos en casa debido a la escasa asistencia y "convirtieron los últimos dos meses de la temporada en un largo viaje por carretera". Después de un año completo de béisbol en 1899, McAleer volvió a tener un uniforme de Cleveland en 1900, en una nueva liga, como director de jugadores de Cleveland Lake Shores de la incipiente American League, entonces una liga menor. La carrera posterior de McAleer como entrenador de las grandes ligas (1901-11) se solapó con su carrera profesional (1882-1907). Aunque no jugó profesionalmente entre 1903 y 1906, McAleer jugó en su último partido de la liga mayor el 8 de julio de 1907.

## Carrera como gestor

### Cleveland Lago Shore/Blues
En 1900, McAleer se convirtió en director de jugadores de Cleveland Lake Shores (un predecesor de los indios Cleveland) y continuó con la franquicia en 1901, cuando la Liga Americana se convirtió en una liga importante y el club fue renombrado como Blues, un nombre tomado prestado de un equipo que había participado en la Liga Nacional durante los años 1870 y 1880. El Blues debutó en las ligas mayores el 24 de abril de 1901, con una derrota por 8-2 ante el Chicago White Sox. Otros dos partidos de la liga fueron cancelados debido a las inclemencias del tiempo, y la disputa entre los Blues y los White Sox sirvió como el partido inaugural del AL.

En julio de ese año, McAleer presidió la derrota por 6-1 de los Blues ante los Detroit Tigers. Aunque el entrenador de los Tigres, Tommy Burns, accedió a perder el juego por temor a que el árbitro, Joe Cantillon, fuera herido por una multitud enojada, McAleer accedió a jugar contra los Tigres usando un árbitro de reserva. El Blues cerró la temporada con un récord de 54-82, y quedó séptimo en la Liga Americana de ocho equipos.

Sin embargo, McAleer contribuyó poco a este resultado. En 1901, jugó sólo tres partidos con los Blues. El AL, establecido en 1900 por Ban Johnson, expresidente de la Liga Occidental, estaba en competencia directa con la bien establecida Liga Nacional (NL). McAleer, un amigo cercano de Johnson y su socio, Charles Comiskey, jugó un papel importante en el desarrollo de la nueva liga, reclutando a decenas de jugadores experimentados del NL.

### St. Louis Brown

St. Louis Brown (1909)

Como mánager de los Browns, McAleer atrajo a jugadores como el Hall of Famers Jesse Burkett y Bobby Wallace. En 1902, los Browns ocuparon el segundo lugar en la liga, con un récord de 78 victorias y 58 derrotas. Entre 1903 y 1907, sin embargo, el equipo nunca superó la quinta o sexta posición en el AL y, en 1908, el club rebotó, terminando sólo seis partidos fuera del primer lugar, con un récord de 83 victorias y 69 derrotas, llegando a la cuarta posición en el AL. Los Browns terminaron la temporada de 1909, sin embargo, con un récord de 61-89, ganando el séptimo lugar. McAleer fue despedido al final de la temporada. Robert L. Hedges, propietario de los Browns, un fabricante de carros de Cincinnati, reemplazó al "afable" McAleer por el "crujiente" Jack O' Connor, que fue expulsado de la liga en 1910 por tratar de influir en el resultado del campeonato anual de bateo.

### Senadores de Washington
El 22 de septiembre de 1909, McAleer pasó a dirigir a los senadores de Washington (popularmente conocidos como los "Nacionales"), un equipo que había dejado de ser competitivo desde la muerte del bateador estrella Ed Delahanty seis años antes. El equipo tuvo un rendimiento poco mejor bajo la dirección de McAleer, terminando con un récord de 66-85 (séptimo puesto) mediocre al final de la temporada de 1910. El punto culminante de la temporada fue un partido en el que McAleer inició lo que se convirtió en una tradición del béisbol. El 14 de abril de 1910, pidió al presidente William Howard Taft que lo visitara para lanzar el primer balón de un partido inaugural. El Presidente Taft, un ferviente fanático del juego, estuvo de acuerdo. Los historiadores del béisbol Donald Dewey y Nicholas Acocella anotaron que el juego "casi pone fin a la carrera" del vicepresidente estadounidense James S. Sherman, quien "sacó una bola de foul del bate de Frank Baker directamente en la cabeza". Este concurso también contó con la actuación del lanzador Walter Johnson, quien condujo a los senadores a una victoria por 3-0 sobre la Atleta de Filadelfia.

## Carrera ejecutiva

### Boston Red Sox
Hacia el cierre de la temporada de 1911, McAleer anunció su renuncia como gerente de los senadores. En 1912, se convirtió en accionista mayoritario de los Medias Rojas de Boston, comprando un medio interés en el equipo. Ese año, los Medias Rojas "cruzó al banderín con 105 victorias".

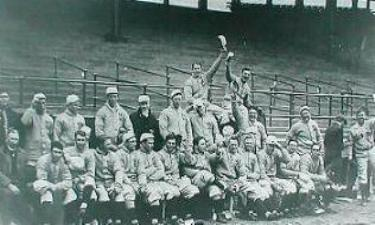
Red Sox 1912 campeones

Para cuando los Red Sox entraron en el sexto juego de la Serie Mundial de 1912, el equipo había conseguido una ventaja de 3-1 sobre los New York Giants. Luego, McAleer presionó al entrenador del equipo, Jake Stahl, para que entregara el balón al lanzador Buck O' Brien, que no tenía experiencia, para que fuera el "rematador". La recomendación de McAleer fue aparentemente parte de una estrategia para asegurar que el séptimo juego de la Serie se jugara en el nuevo Fenway Park de Boston. Aunque la pérdida de los Red Sox ante los Gigantes (5-2) garantizó que la Serie concluiría en Boston, el incidente creó un conflicto entre McAleer y Stahl. Los comunicados de prensa posteriores que sugerían que Stahl reemplazaría a McAleer cuando el presidente del club exacerbó estas tensiones.

En el séptimo juego de la Serie, los Red Sox inauguraron Fenway Park con una victoria por 7-6 sobre los Gigantes. El equipo sufrió un fiasco de relaciones públicas, sin embargo, cuando un accionista de los Red Sox vendió asientos en el estadio que habían sido reservados para los fanes más fervientes del club, los "Royal Rooters". Los Royal Rooters, dirigidos por el alcalde de Boston John "Honey Fitzgerald" Fitzgerald, que se encontraban sin asientos, marcharon en protesta por el estadio. Hubo una revuelta, y después del disturbio, sólo 17.000 residentes de Boston se presentaron para el juego final. Sin embargo, los Red Sox salieron victoriosos, con un marcador final de 4-3 y un partido empatado.

Tras la victoria de la Serie sobre los Gigantes, McAleer volvió a su ciudad natal para celebrar el evento. Una banda de música se reunió con él en el depósito de trenes de Youngstown, y se llevó a cabo un desfile y una exhibición de fuegos artificiales en su honor. El diario Youngstown Daily Vindicator informó:"Mientras el auto que llevaba al Sr. McAleer se convertía en West Federal Street, cientos de palos de fuego rojo ardían en Central Square, mientras que la atmósfera silenciosa ocasionalmente estaba perforada por la explosión de una bomba". Esta fue la última vez que saludó públicamente a los residentes de su ciudad natal como una figura en el béisbol profesional.

### Derrumbamiento
La permanencia de McAleer como copropietario de los Red Sox llegó a su fin rápidamente. El 15 de julio de 1913, McAleer se vio envuelto en una disputa con el presidente de AL, Ban Johnson, cuando McAleer forzó la renuncia del gerente de los Red Sox, Jake Stahl, uno de los amigos más cercanos de Johnson. Mientras que McAleer afirmaba que había puesto en libertad a Stahl debido a una lesión en un pie que le impedía a Stahl servir como entrenador de jugadores, los rumores indicaban que los dos hombres tenían fuertes diferencias personales. Después de una amarga pelea con Johnson, McAleer vendió sus propiedades en los Red Sox. Su pelea con Johnson resultó ser un asunto de toda la vida, a pesar de los esfuerzos realizados por su amigo mutuo, Charles Comiskey, para allanar la grieta. Aunque McAleer nunca discutió públicamente el desacuerdo que provocó su jubilación, supuestamente transmitió su versión de los eventos a Frank B. Ward, un periodista deportivo de The Youngstown Daily Vindicator, con el entendimiento de que los detalles permanecerán confidenciales hasta la muerte de McAleer.

Prohibición Johnson

Aunque otras fuentes cuentan una historia diferente, Ward escribió que McAleer calificó su "ruptura" con Johnson como el resultado de una "traición" de la confianza. McAleer indicó que su participación mayoritaria en los Red Sox le daba derecho a tomar todas las decisiones importantes sobre la organización, escribió Ward. Sin embargo, este punto de vista sobre los poderes de McAleer no fue compartido por el gerente del club, Stahl, agregó el artículo. Para complicar aún más las cosas, el suegro de Stahl, un banquero con sede en Chicago, era un accionista de los Medias Rojas. Después de un intercambio particularmente acalorado entre Stahl y McAleer al final de la temporada de 1912, Stahl fue a Chicago para hablar con Johnson. El artículo indicaba que, después de esta reunión, Johnson envió a McAleer una carta "severamente redactada", que podría haber sido diseñada para preservar su relación con el suegro de Stahl y Stahl. Según el artículo, Johnson le confió a McAleer que debía dinero al suegro de Stahl y, por lo tanto, se sintió obligado a tomar partido por Stahl en la disputa. McAleer, sin embargo, tomó la advertencia de Johnson como una traición de su amistad, se negó a aceptar las explicaciones de Johnson, y se retiró rápidamente, escribió Ward. Esta versión de los acontecimientos es corroborada en gran parte por la investigación temprana del historiador de béisbol David Fleitz.

Sin embargo, los historiadores del béisbol Dewey y Acocella, sin embargo, describieron un escenario marcadamente diferente en el que Johnson vendió en secreto las acciones de McAleer mientras McAleer estaba fuera en una gira mundial de 1913 con Comiskey, John McGraw, gerente de los Gigantes de Nueva York, y miembros del equipo de los Medias Rojas. Según este relato, el conflicto de McAleer con Stahl fue seguido por su participación en una disputa entre dos parejas de jugadores - Tris Speaker y Joe "Smoky Joe" Wood, por un lado, y Heinie Wagner y Bill Carrigan, por el otro. El conflicto tenía una "dimensión religiosa" y fue descrito en la prensa como "masones enfrentados contra los miembros de Caballeros de Colón". McAleer evidentemente apoyó a Wagner y Carrigan, los actores católicos en la disputa. Estos incidentes consecutivos que involucraron a individuos asociados con el equipo de los Red Sox "reforzaron la creencia de Johnson de que el presidente del club era la fuente de todos los problemas", escribieron Dewey y Acocella. En su reciente libro, The Irish in Baseball (El irlandés en el béisbol), David Fleitz observó que el despido abrupto de McAleer era típico de Johnson,"que tenía una historia de relaciones finales cuando ya no le beneficiaban personalmente".

## Vida personal
Se sabe relativamente poco sobre la vida privada de McAleer. La investigación sugiere que se casó tres veces, con su primer matrimonio (a Hannah McAleer) a principios del siglo XX. En algún momento, se casó con la ex Anna Durbin, nativa de Trenton, Nueva Jersey. La pareja no tenía hijos. Según su obituario, Anna McAleer era la "compañera constante" de su esposo durante su "activa carrera como magnate del béisbol". Cuando la pareja se estableció en Youngstown en 1913, ella participó en obras de caridad y se unió a la Sociedad del Altar y el Rosario en la Iglesia de St. En 1930, Anna McAleer murió repentinamente en un apartamento que la pareja compartía en el lado norte de Youngstown. James McAleer, que descubrió el cadáver de su esposa después de regresar de un paseo, fue "derrotado". McAleer había sido dado de alta recientemente de un hospital local tras una apendicectomía; fue readmitido rápidamente tras la muerte de su esposa.

Pocos meses después, McAleer se casó con una mujer de Youngstown, Georgianna Rudge, graduada de la Juilliard School of Music, que tenía casi 23 años de edad y era la junior de su esposo. En última instancia, Georgianna McAleer sobrevivió a su marido por más de cinco décadas. Para cuando James McAleer contrajo matrimonio por segunda vez, su salud estaba en declive. Fue hospitalizado a los pocos meses de la boda.

## Años finales

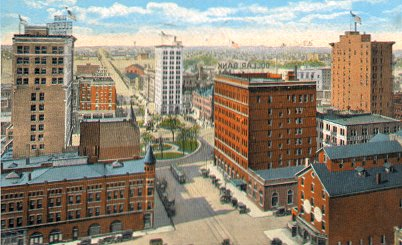
Youngstown, Ohio (@1910s)

McAleer volvió a Youngstown, donde pasó sus últimos años. McAleer, activo en la comunidad, sirvió en la junta de reclutamiento original de la ciudad, que había sido autorizada por el gobernador de Ohio James M. Cox durante la Primera Guerra Mundial. En la jubilación, el exentrenador de béisbol mantuvo amistades con famosos como George M. Cohan y el rey Alfonso XIII de España. McAleer conoció al monarca español durante una gira europea con los Medias Rojas en el invierno de 1912-13.

Sus últimos años estuvieron marcados por una mala salud. Varias semanas antes de su muerte, McAleer fue hospitalizado en un hospital local, donde su salud mejoró. Sin embargo, este relato difiere del historiador de béisbol David Fleitz, quien sugirió que McAleer había sido diagnosticado con cáncer a principios de 1930. En cualquier caso, McAleer murió repentinamente el 29 de abril de 1931, poco después de ser dado de alta del hospital. Tenía 66 años. Después de los servicios funerarios privados en la funeraria de Orr, los restos de McAleer fueron enterrados en el cementerio de Oak Hill, en Youngstown, cerca del lado sur. Aparte de su viuda, dejó atrás a dos hermanos, J. C. McAleer de Austintown, Ohio, y Owen McAleer de Los Ángeles. Otros supervivientes incluyeron a dos sobrinos, el capitán Charlies McAleer, un oficial del Ejército de los Estados Unidos, y James McAleer de Los Ángeles.

Persisten los rumores de que la muerte de McAleer fue el resultado de una herida de bala autoinfligida en la cabeza. Aunque su nombre está incluido en algunas listas de jugadores de las Grandes Ligas de Béisbol que se suicidaron, los relatos de periódicos contemporáneos indican que McAleer murió por causas naturales.

Una nueva investigación del historiador de béisbol, David Fleitz, ha proporcionado una copia del certificado de defunción de McAleer, donde una "herida de bala autoinfligida" aparece como causa de muerte.

## Legado

James R. McAleer

El periódico de la ciudad natal de McAleer, The Youngstown Daily Vindicator, elogió al ex Major Leaguer en los siguientes términos:"Fuerte e ingenioso, pero siempre se retiró cuando se hablaba de su participación en el desarrollo del béisbol, James R. McAleer murió en cuestión de semanas después del fallecimiento de Byron Bancroft Johnson, su socio principal en la formación de la Liga Americana, y el hombre con el que se había aliado.

El artículo elogió a McAleer por ayudar en la carrera de otras figuras del béisbol. En 1905, durante su mandato como gerente de los St. Louis Browns, McAleer ayudó al futuro árbitro del Salón de la Fama Billy Evans a conseguir un puesto en la Liga Americana, escribiendo una carta personal a Johnson en nombre de Evans. Mientras tanto, McAleer sirvió como contacto para otro residente de Youngstown, John "Bonesetter" Reese, el "médico de béisbol" nacido en Gales, que trabajó con jugadores como Cy Young, Ty Cobb, Rogers Hornsby, Walter Johnson y John McGraw.

Sin embargo, las contribuciones de McAleer al juego no lograron ganarle un lugar en el Salón de la Fama del Béisbol. En 1936, durante las primeras elecciones al Salón de la Fama del Béisbol, recibió sólo un voto en la votación de las figuras del siglo XIX. Sin embargo, McAleer recibió un aval no oficial de Nap Lajoie, segundo bateador del Salón de la Fama, quien describió a McAleer como "uno de los mejores de la historia". El obituario de McAleer en el New York Times sugirió que él era "uno de los outfielders más rápidos que las grandes ligas hayan producido". En 2003, Bill James describió a McAleer como "el mejor defensor de la década de 1890". Más recientemente, el historiador de béisbol David Fleitz observó que "este brillante jugador defensivo fue un hombre inteligente, inteligente y ambicioso que ayudó a crear dos de las ocho franquicias originales de la Liga Americana".